# Rory McCann
Rory Philip McCann (Glasgow, 24 april 1969) is een Schots acteur.

## Biografie
McCann werd geboren in Glasgow. Hij heeft een drie jaar jongere zuster, Sally-Gay, die zorgt voor kostuums voor verschillende series en films. Hij beweert gepest te zijn geweest op school omdat hij mager en klein was. In 1990 had hij een bijna fataal ongeluk tijdens het bergbeklimmen in Yorkshire. Hij viel meer dan twintig meter waarbij hij beide enkels, een arm en een pols brak en een schedelfractuur opliep. Een vriend die bij hem was zag de val en wist hem te redden.
McCann leidt een eenzaam, vergankelijk leven op eigen initiatief. Hij brengt veel tijd door op zijn boot of op een plaats zonder moderne voorzieningen. Voor hij acteur werd, was hij boswachter vlak bij Inverness. Hij werkte ook als brugschilder, tuinman en timmerman.
McCann is aanhanger van de Scottish Green Party.

## Carrière
McCann werd ontslagen tijdens zijn eerste film omdat hij tijdens de takes niet kon stoppen met lachen en het werk niet serieus nam. Nadien kreeg hij vooral rollen als grote, brute man. Zijn eerste Hollywoodrol had hij in Alexander uit 2004. Nadien volgden nog rollen in Hot Fuzz en Clash of the Titans.
Hij speelt Sandor "The Hound" Clegane in de fantasy-televisieserie Game of Thrones van HBO.
Een volgend project is een serie van de BBC, Banished, dat zich in het achttiende-eeuwse Australië afspeelt.
In 2019 vertolkte McCann de rol van Jurgen the Brutal in de film Jumanji: The Next Level.
- Biblioteca Nacional de España: XX4912743
- Gemeinsame Normdatei: 1095669192
- International Standard Name Identifier: 0000 0000 7755 730X
- Library of Congress Control Number: no2013019810
- Nationale Bibliotheek van Tsjechië: xx0222902
- Nationale Bibliotheek van Israël: 987007322851505171
- Virtual International Authority File: 107576464
- WorldCat: E39PBJvXgmbfKhWMXbhh7CXDbd